# 須賀龍郎
須賀 龍郎（すが たつろう、1924年9月29日 - 2015年1月16日）は、日本の政治家。鹿児島県知事を2期8年務めた。

## 来歴
1924（大正13）年、鹿児島県指宿市出身。大連商業学校を経て、1944年に天理語学専門学校（現・天理大学）を卒業。1948年、鹿児島県庁に入庁する。東京事務所長や企画部長、総務部長を歴任した。1983年に退職して県開発公社（現 公益財団法人鹿児島県地域振興公社）副理事長となり、翌1984年に県の出納長に就任。その後副知事に就任。
1996年1月に脳梗塞で倒れ、執務不能となった土屋佳照（同年6月26日辞職）の職務代理者を同年5月15日から知事選立候補のため、副知事を辞職した7月6日まで務めた。その後、土屋の後任を選ぶ知事選挙に自民党、新進党、社会党、新党さきがけ、公明党の推薦を得て出馬して当選を果たす。初の鹿児島県庁職員生え抜きかつ非大学卒である知事となった。
1999年には胃癌で入院したが、翌年の県知事選挙に出馬し、自民党、民主党、公明党、自由連合の推薦を得て再選。2004年の知事選には出馬せず、当時の現職知事では最高齢、最後の大正生まれの知事として退任した。
県庁在任中から九州新幹線鹿児島ルート（2004年鹿児島中央 - 新八代間部分開業）の整備に尽力したほか、県知事在任中にはマリンポートかごしまの建設を進めた。2002年就航鹿児島 - 上海間の定期航空路線の誘致活動にも尽くし、2003年には九州電力川内原子力発電所3号機の増設を巡って、「調査と増設は別」として、環境影響調査の受け入れを表明した。
知事退任後の2004年（80歳）に鹿児島空港ビルディングの社長に就任。なお、前任者は高齢（80歳）を理由に退職している。2005年に旭日重光章を受章した。2015年1月16日、脳梗塞のため鹿児島市医師会病院で死去。90歳没。叙従四位。

## 人物
座右の銘は「誠心誠意」。在任中に西千石町の山下小学校前の鹿児島県住宅供給公社再開発マンション最上階のフロアを抽選無しで購入したため権力の濫用との声もあった。